# Normalização (Checoslováquia)
Na história da Checoslováquia, o termo Normalização (em tcheco/checo:  normalizace, em eslovaco:  normalizácia) é comumente usado para descrever o período após a Primavera de Praga e que se estenderia até a Revolução de Veludo (entre 1968 e 1989) e a tomada do aparato político e econômico pela linha dura do Partido Comunista da Checoslováquia. Caracterizou-se pela restauração inicial das condições prevalecentes antes do período da reforma liderada por Alexander Dubcek (1963/1967 - 1968), primeiramente, com o forte domínio do Partido Comunista da Checoslováquia e a subsequente preservação deste novo status quo.
O uso do termo "normalização" é proveniente do Protocolo de Moscou datado de 27 de agosto de 1968. Essa normalização seria um "retorno ao normal" ou a "norma comunista" da qual a sociedade checoslovaca teria se desviado durante o "socialismo com rosto humano".
A "Normalização" é usada às vezes em um sentido mais restrito para se referir apenas ao período de 1969 a 1971 e sua ideologia oficial é por vezes chamada de Husakismo, em referência ao próximo o líder da Checoslováquia, Gustáv Husák.